# Smrtelný hřích
| Pokání a smíření v katolické církvi |
| |
| Svátost pokání a smíření Kajícnost Zpovědní tajemství Misericordia Dei Reconciliatio et paenitentia Petrovo zapření a znovuposvěcení Apoštolská penitenciárie Lamentabili sane exitu |

Smrtelný hřích (též nazýván těžký hřích) je v katolické terminologii označení pro takový hřích, který „ničí v srdci člověka lásku těžkým porušením Božího zákona“. Tím se liší od všedního (lehkého) hříchu, který ponechává lásku naživu, ač ji uráží a zraňuje. Jelikož těžkým hříchem člověk přerušuje svou vazbu na Boha, má dle katolické nauky za následek uvržení duše do pekla, pokud viník před svou smrtí nekoná řádné pokání. Tím se liší od hříchu lehkého, jehož následkem není věčné zavržení.

## Definice
Jako těžký hřích se označuje takový hřích, který je vykonán:
- s plným vědomím
- s plným souhlasem
- ve vážné věci

Při páchání těžkého hříchu se tedy předpokládá poznání hříšnosti skutku a vědomí, že skutek odporuje Božímu zákonu. Kromě toho se vyžaduje dostatečně svobodný souhlas, aby rozhodnutí bylo opravdu osobní (člověka tedy k danému skutku nikdo nenutil). Vnější akty způsobené uplatněním násilí se nepřičítají a donucovaná osoba za ně nenese odpovědnost, pokud k nim nepřivolí, a je-li to možné, se jim brání. Zaviněná nevědomost a tvrdost srdce nezmenšuje dobrovolný ráz hříchu, ale naopak jej ještě zvětšuje. Těžkým hříchem se však mnohým opakováním stává i hřích lehký, kterého člověk řádně nelituje.
Svatý Tomáš Akvinský definuje těžký hřích takto: „Jestliže se vůle zaměří na nějakou věc, která sama o sobě odporuje lásce, jež nás směřuje k poslednímu cíli, už tím se hřích stává smrtelným, ... ať už je namířen proti Boží lásce, jako např. rouhání, křivá přísaha, nebo proti lásce k bližnímu, jako například vražda, cizoložství. Když se vůle hříšníka obrátí k nějaké věci, která v sobě nese nepořádek, ale není namířena proti lásce k Bohu nebo bližnímu, je to hřích všední, jako např. prázdná slova, nevhodný smích.“

## Důsledek a náprava
Těžký hřích dle katolické nauky člověka zbavuje milosti posvěcující se všemi zásluhami pro nebe a uvaluje na něj věčné i časné Boží tresty. Z toho důvodu je osoba, která zemře v těžkém hříchu, navěky zavržena (peklo). Z těchto jeho vlastností pochází označení smrtelný hřích, neboť působí duchovní smrt a následně i smrt věčnou.
Katolík ve stavu těžkého hříchu má taktéž zakázáno přistupovat ke svatému přijímání. Každý těžký hřích i jeho počet je pak povinen vyznat u zpovědi. Pokud tak neučiní, zpovídá se neplatně a svatokrádežně.

## Příklady
Mezi těžké hříchy se zpravidla řadí např. vražda, krádež, cizoložství, smilstvo, zanedbání vlastní vinou sváteční mše svaté či velikonočního svatého přijímání, nevíra v Boha, tvrdošíjné setrvávání v učení odporujícím katolické církvi (hereze) apod. Některé zvlášť těžké hříchy se pak někdy označují dalšími termíny, např. hříchy do nebe volající, tj. hříchy, o kterých se Bible zmiňuje, že volají do nebe o pomstu (úmyslná vražda, sodomský hřích – tedy homosexuální pohlavní styk, zadržování nebo zkracování mzdy dělníkům). Mluví se též o hříších proti Duchu svatému (srov. Mk 3, 29 (Kral, ČEP)) jako např. tvrdošíjné setrvávání v nekajícnosti až do smrti (jeden z lotrů ukřižovaných spolu s Ježíšem), zoufání nad milosrdenstvím Božím (Jidáš).

## Pravoslavné pojetí
Jaký hřích nazývají smrtelným svatí otcové? Sv. Izák Syrský psal: "Hříchem vedoucím ke smrti je, když ten, kdo zhřešil, nečiní pokání." To znamená, že smrtelný hřích je ten, z něhož se člověk nekál. Může se zdát malý, ale když i malá vášeň člověka připoutává k zemi a duše se nekaje, i takový, na první pohled malý hřích se může pro duši stát smrtelným. Svatí otcové tedy nedělí hříchy podle vnějších znaků.

## Sedm smrtelných hříchů
Tradičně se hovoří také o sedmi smrtelných hříších. Tento pojem však nesouvisí s pojmem smrtelného hříchu ve významu těžkého, jak je popsáno výše, nýbrž se jedná o základní hříšné náklonnosti člověka, jež jsou důsledkem jeho porušené přirozenosti prvotním hříchem. Proto se také někdy hovoří přesněji o sedmi hlavních hříších (viz patřičný článek).